# (27674) 1980 UR1
A (27674) 1980 UR1 a Naprendszer kisbolygóövében található aszteroida. Schelte J. Bus fedezte fel 1980. október 31-én.